# 中部国際郵便局
中部国際郵便局（ちゅうぶこくさいゆうびんきょく）は、愛知県常滑市に所在する郵便局である。民営化前の分類では無集配普通郵便局であった。

## 概要
住所：〒479-0199 愛知県常滑市セントレア3-13-2
中部国際空港発着の航空機（国際線）により輸送される国際郵便物の通関交換業務を取扱う郵便事業専門の郵便局（国際郵便交換局）として、伊勢湾の常滑沖に埋立で造成された空港島（人工島）の敷地内に建設され、空港開港の翌年に開局した。
"国際郵便局"の称に地名を冠し命名された郵便局は、東京国際郵便局、大阪国際郵便局に次いで3局目である。
開局に際し、それまで名古屋中央郵便局が受け持っていた国際郵便物の通関交換業務が当局に移管され、同局内に所在した名古屋税関名古屋外郵出張所についても当局内に移転、中部外郵出張所に改称した。
郵便事業専門の郵便局として開局したため、一般の郵便局が取扱う銀行・保険の窓口業務は行っておらず、ゆうちょ銀行ATMも未設置である。また、郵便業務についてもゆうゆう窓口を含む常設の窓口は未開設である。ただし、平日の9時から17時までの間に限り、局内事務室等での対応は行っている。併せて、無集配郵便局としての開局のため、当局が所在する空港島（人工島）内の集配業務は、対岸に所在する常滑郵便局が受け持っている。

## 併設施設
- 名古屋税関中部空港税関支署中部外郵出張所

## 沿革
- 2006年（平成18年）6月26日 - 現在地に開局、個別郵便番号として「479-0199」が付定される[2]。名古屋中央郵便局から国際郵便物の通関交換業務を当局に移管。
- 2007年（平成19年）10月1日 - 民営化に伴い、郵便事業中部国際支店に改称。
- 2012年（平成24年）10月1日 - 日本郵便株式会社の発足に伴い、中部国際郵便局に改称。

## 取扱内容
中部国際空港発着の航空機（国際線）により輸送される国際郵便物の通関交換業務

## 風景印
意匠図案は『中部国際空港から飛び立つ飛行機と空港の全景』。
使用開始日は2006年（平成18年）6月26日。

## アクセス
- 中部国際空港連絡道路（セントレアライン） セントレア東ICから約800m。
- 名鉄空港線 中部国際空港駅・空港旅客ターミナルビルから約1.6km。
- 駐車場なし

## 周辺の郵便局
- 常滑郵便局セントレア分室 - 空港旅客ターミナルビル1階に所在する。